# Harry Jeffra
Harry Jeffra (* 30. November 1914 in Baltimore, USA; † September 1988) war ein US-amerikanischer Boxer im Federgewicht. 

## Profi
Er blieb in seinen ersten 26 Kämpfen ungeschlagen. Am 20. Mai im Jahre 1940 besiegte er Joey Archibald durch einstimmigen Beschluss über 15 Runden und wurde dadurch Weltmeister des ehemaligen Verbandes NYSAC. Er verteidigte diesen Titel gegen Spider Armstrong und verlor ihn im Mai 1941 im Rematch gegen Archibald durch eine geteilte Punktrichterentscheidung.